# 竹浪比呂央
竹浪 比呂央（たけなみ ひろお、1959年 - ）は青森ねぶた祭のねぶた制作者（ねぶた師）。本名は竹浪 博夫（読み同じ）。1991年から2000年までは竹浪 魁龍（たけなみ かいりゅう）としてねぶたを制作していた。

## 人物
1959年（昭和34年）生まれ。青森県木造町（現つがる市）出身。青森県立五所川原高等学校 、東北薬科大学（現 東北医科薬科大学）卒業。大学2年生の時に千葉作龍に弟子入りする。親戚の影響を受け薬剤師となり11年間調剤薬局に勤務。1989年（平成元年）に初の大型ねぶたを制作。以降、数々の賞を受賞している。東京ドームをはじめブダペスト、ロサンゼルスなど国内外でねぶたを制作。竹浪比呂央ねぶた研究所を主宰し、青森ねぶたの制作を行っている。2023年に第７代ねぶた名人に認定される。そして前年に続くねぶた大賞を獲得し名人位に花を添えた。2023年時点でねぶた大賞受賞回数は８回であり、北村隆の12回に次ぐ史上３位である。最優秀制作者賞の受賞回数は９回で最多記録保持者。

## 経歴
- 1989年（平成元年）、大型ねぶた制作者としてデビュー。
- 1996年（平成8年）、ハンガリー建国1100年祭出陣ねぶたをブダペストにて制作。
- 1998年（平成10年）、東京ドームにて行われた、活彩あおもり大祭典に登場するねぶたを制作[5]。
- 2005年（平成17年）、第13回あおぎん賞を受賞。
- 2007年（平成19年）、アメリカロサンゼルス二世ウィーク出陣ねぶたを制作。
- 2010年（平成22年）、竹浪比呂央ねぶた研究所を設立。
- 2012年（平成24年）、第30回NHK東北放送文化賞を受賞。
- 2015年（平成27年）、椎名林檎『長く短い祭／神様、仏様』CDジャケット「大間の天妃神 千里眼と哪吒」使用協力[6]。同年、アメリカロサンゼルス二世ウィーク出陣ねぶたを制作。
- 2016年（平成28年）、青森県佐井村へ「箭根森八幡」中型ねぶたを制作。
- 2017年（平成29年）、ホテル雅叙園東京「和のあかり×百段階段」展示オブジェ《相馬太郎良門 妖術を修る》を制作。
- 2018年（平成30年）、竹組みねぶた《大森彦七と千早姫》を制作、青森市高田地区で運行[7][8][9]。
- 2019年（平成31年）、ねぶたの技法を活用した「灯りの彫刻」を制作、青森市中心商店街にて展示[10]。
- 2023年（令和5年）、第７代ねぶた名人に認定される。

## 主な受賞歴
1991年（平成３年）-青森菱友会「為朝誉弓勢」市長賞(初受賞)　
　1994年（平成６年）-青森菱友会「北方夢幻・津刈丸」知事賞(初受賞)
　1995年（平成７年）-青森マルハ侫武多会「漢楚春秋　剛勇樊噲」観光協会会長賞(初受賞)
　1996年（平成８年）-青森菱友会「雲谷の屯慶と七鬼面」知事賞(2度目)　
　1998年（平成１０年）-青森菱友会　-「森山弥七郎信真　青森開港」市長賞(2度目)
- 2000年（平成1２年）青森菱友会-「今別の伝説より『大泊の鬼』」ねぶた大賞（初受賞）
- 2001年（平成13年）青森菱友会-「亀ヶ岡　幻想」観光コンベンション協会会長賞(２度目)
- 2002年（平成1４年）青森菱友会-「龍飛の黒神」市長賞(3度目)
- 2003年（平成1５年）青森菱友会-「志功画伯に捧ぐ 赫不動・青不動」市長賞(４度目)　　　　　　　　　　　　　　　　　　　　　　　　　青森マルハ侫武多会「入雲龍　公孫勝」商工会議所会頭賞(初受賞)
- 2004年（平成16年）-JRねぶた実行委員会「孫悟空　閻魔庁を騒がす」ねぶた大賞（2度目）　　　　　　　　　　　　　　　　　　　　　　青森菱友会「猿賀権現　鬼面奉射」観光コンベンション協会会長賞(３度目）
- 2005年（平成17年）-青森菱友会「小川原湖伝説　道忠幻生」ねぶた大賞（3度目）・最優秀制作者賞（初受賞）　　　　　　　　　　　　　　ＪＲねぶた実行委員会「雷震」知事賞(３度目)
- 2006年（平成1８年）-青森菱友会「じょんから節発祥の由来　常縁奮戦」知事賞(４度目)
- 2007年（平成1９年）-ＪＲねぶた実行委員会「酒呑童子」知事賞(５度目)
- 2008年（平成20年）-ＪＲねぶた実行委員会「将門の神霊　瀧夜叉を救う」市長賞(５度目)優秀制作者賞(初受賞)
- 2009年（平成20年）-ＪＲねぶた実行プロジェクト「役行者 と 蔵王権現」商工会議所会頭賞(2度目)・優秀制作者賞(2度目)
- 2011年（平成2３年）-JRねぶた実行プロジェクト「韋駄天」観光コンベンション協会会長賞(４度目）・優秀制作者賞(３度目)　　　　　　　　　青森菱友会「田村麿と妙見宮の鬼面」商工会議所会頭賞(３度目)
- 2012年（平成2４年）JRねぶた実行プロジェクト「東北の雄　阿弖流為」最優秀制作者賞（2度目）・知事賞(６度目)　　　　　　　　　　　2012年（平成2４年）青森菱友会「羅漢」観光コンベンション協会会長賞(５度目）
- 2013年（平成2５年）ＪＲねぶた実行プロジェクト「八犬伝　円塚山　火遁の術　道節と荘助」市長賞(６度目)優秀制作者賞(４度目))　　　　青森菱友会「津軽野萩ノ台合戦　奮戦　安東堯季」商工会議所会頭賞(４度目)
- 2014年（平成26年）-「大間の天妃神　千里眼と哪吒」最優秀制作者賞（3度目）・知事賞(７度目)
- 2015年（平成27年）-青森菱友会「つがる新田　信政公と水虎様」最優秀制作者賞（4度目）・知事賞(８度目)　　　　　　　　　　　　ＪＲねぶた実行プロジェクト「津軽海峡　義経飛龍」市長賞(７度目)
- 2016年（平成28年）-JRねぶた実行プロジェクト「蝦夷ヶ島　夷酋と九郎義経」ねぶた大賞（4度目）・最優秀制作者賞（5度目）　　　　　　　　　　　　青森菱友会「箭根森八幡」市長賞(８度目)
- 2017年（平成29年）-青森菱友会「七戸立」商工会議所会頭賞(５度目)
- 2018年（平成30年）-青森菱友会「岩木川　龍王と武田定清」ねぶた大賞（5度目）・最優秀制作者賞（6度目）　　　　　　　　　　　JRねぶた実行プロジェクト「風神雷神」観光コンベンション協会会長賞(６度目）
- 2019年（令和元年）-青森菱友会「紀朝雄の一首　千方を誅す」ねぶた大賞（6度目）・最優秀制作者賞（7度目）　　　　　　　　　　JRねぶた実行プロジェクト「浄焔　日本武尊」市長賞(９度目)
- 2022年（令和4年）-青森菱友会「龍王」ねぶた大賞(7度目）・最優秀制作者賞（8度目）　　　　　　　　　　　　　　　　　　　　　　　　JRねぶた実行プロジェクト「鍾馗」知事賞(９度目)
- 2023年（令和5年）-青森菱友会「牛頭天王」ねぶた大賞（８度目）・最優秀制作者賞（９度目）　　　　　　　　　　　　　　　　　　　　　　　　JRねぶた実行プロジェクト「強弓　島の為朝」知事賞(10度目)　　　　　　　　　　　　　　　　　　　　　　　　　　　　　　　　　　　　　　　　　　　　　　　※ねぶた大賞、及び、知事賞・市長賞・商工会議所会頭賞・観光コンベンション協会会長賞・最優秀制作者賞・優秀制作者賞は通算。

## 弟子

### 手塚茂樹
2014年より、マルハニチロ侫武多会の大型ねぶたの制作を開始。
- 《雷神》（2014年）[11]
- 《三国志より　張飛　長坂橋に吼える》（2015年）[12]
- 《海神と山幸彦》（2016年）[13]
- 《岩見重太郎　狒々退治》（2017年）[14]
- 《大海原の神　金毘羅大権現》（2018年）[15]
- 《大森彦七と千早姫》（2019年）[16]
- 《豪傑　武松　猛虎退治》（2022年）[17]
- 《三日月祈願　山中鹿之助》（2023年）

### 野村昂史
竹浪比呂央ねぶた研究所 研究生。展示用小型・中型ねぶた等の制作を行っている。
2023年より、プロクレアねぶた実行プロジェクトの大型ねぶたの制作を開始。
《大日大聖不動明王》（2023年）優秀制作者賞（初受賞）

### 津川創
竹浪比呂央ねぶた研究所 研究生（2014年 - ）。小学校5年生の頃（2010年）から竹浪比呂央ねぶた研究所に出入りし、ねぶた制作を行っている。小型ねぶたや中型ねぶた等の制作を行っている。弘前大学医学部医学科に在学中。

### 田中悠志
2018年、弟子入り。竹浪比呂央ねぶた研究所 研究生（2018年 - ）。京都造形芸術大学日本画コース卒（2018年3月）。

### 鶴宮一輝
竹浪比呂央ねぶた研究所 研究生。東北大学文学部卒。